# Karl Kollwitz

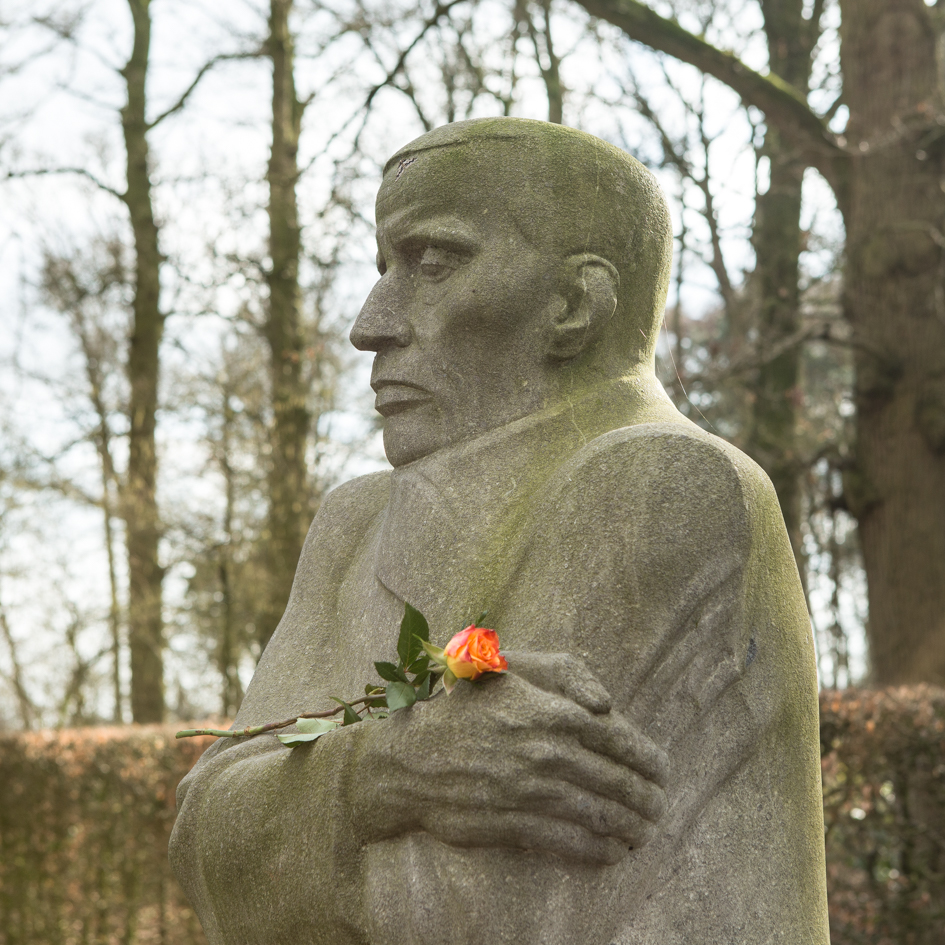
Die Gesichtszüge von Karl Kollwitz zieren eine Figur der von Käthe Kollwitz von 1914 bis 1932 geschaffenen „Trauernden Elternpaares“ auf dem deutschen Soldatenfriedhof in Vladslo, Westflandern

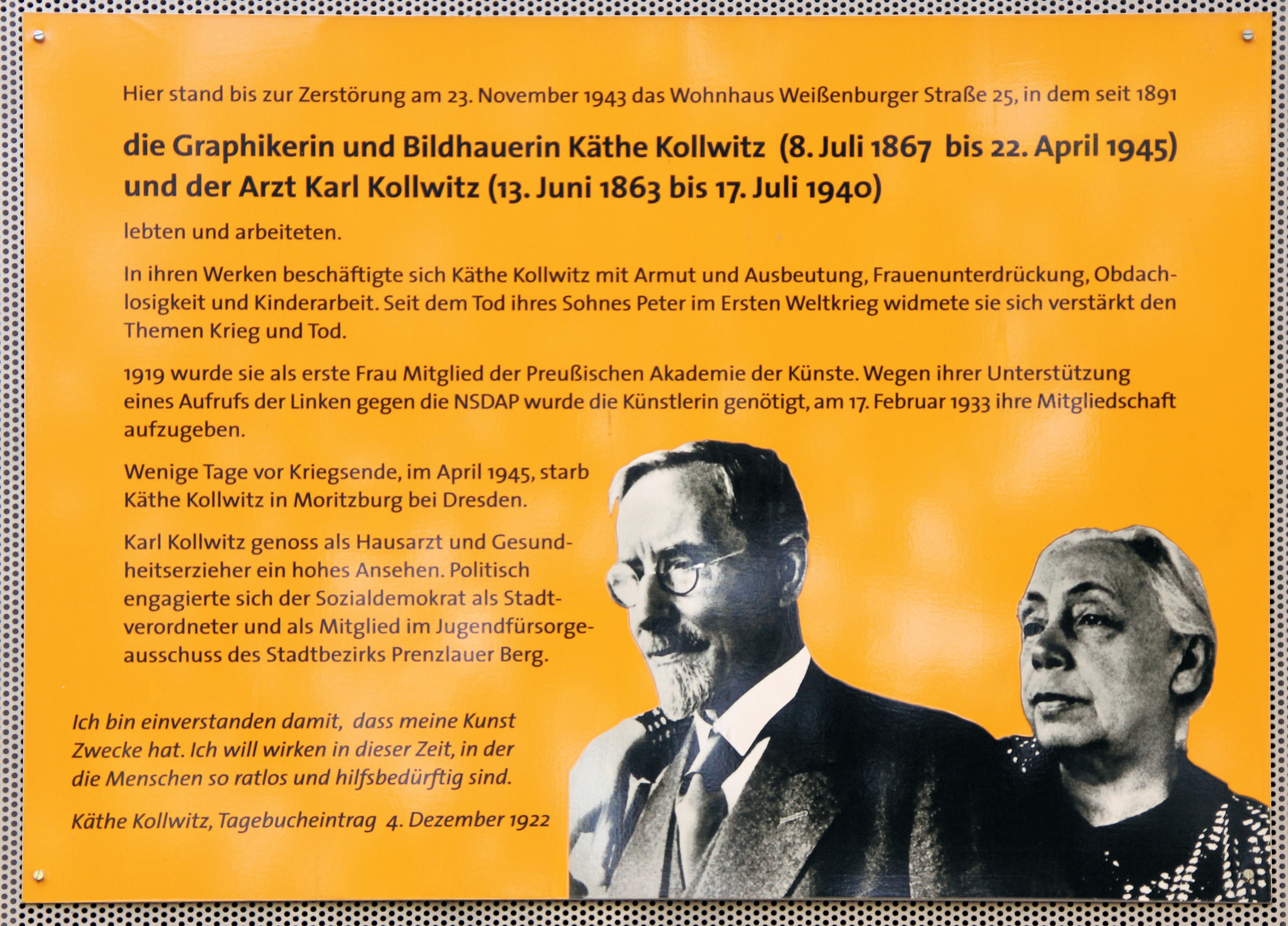
Gedenktafel am Haus Kollwitzstraße 58, in Berlin-Prenzlauer Berg

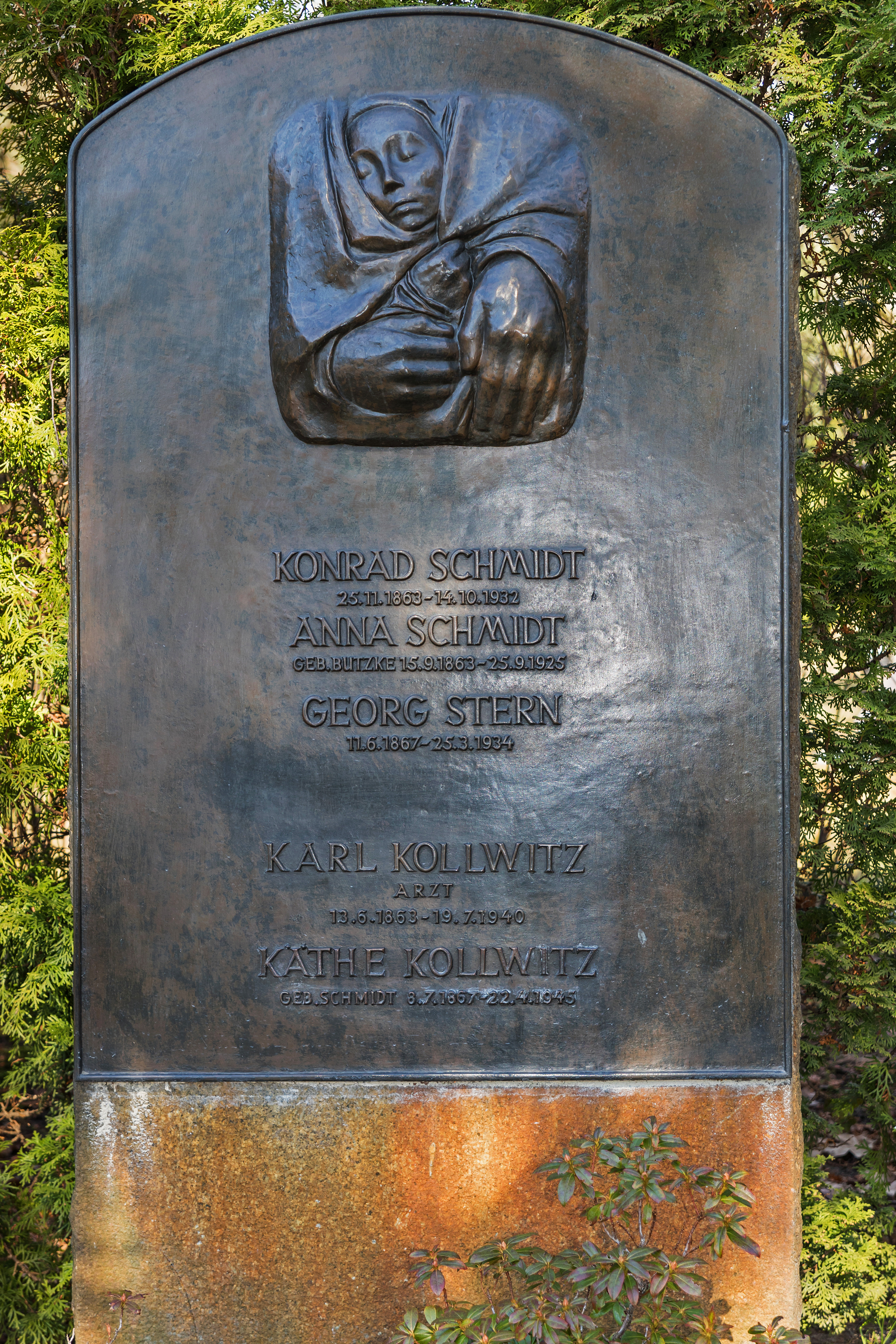
Grabmal von Käthe und Karl Kollwitz

Karl Kollwitz (Johannes Carl August Kollwitz; * 13. Juni 1863 in Rudau (seit 1945 Melnikowo), Kreis Fischhausen in Ostpreußen; † 19. Juli 1940 in Berlin) war ein Berliner Armenarzt, SPD-Stadtverordneter und Ehemann der Malerin und Bildhauerin Käthe Kollwitz.

## Leben
Karl Kollwitz und seine drei Jahre jüngere Schwester Lisbeth waren die einzigen Überlebenden der neun Kinder von Friedrich und Dorothea Kollwitz. Sein Vater verstarb früh, so dass er von seiner Mutter im neunten Lebensjahr in das Königliche Waisenhaus in Königsberg i. Pr. gegeben wurde, von dem aus er später das angesehene Königliche Wilhelms-Gymnasium besuchte. Obwohl er mit 15 Jahren auch noch seine Mutter verlor, konnte er die Schule beenden und an der Albertus-Universität ein Medizinstudium absolvieren, das er mit dem Dr. med. abschloss. Nach seiner Heirat im Jahr 1891 zog er nach Berlin, wo er sich im späteren Bezirk Prenzlauer Berg niederließ und eine Allgemeinpraxis eröffnete. Mit Käthe hatte er zwei Söhne, den späteren Arzt Hans Kollwitz (1892–1971) und den Kunstmaler Peter Kollwitz (1896–1914).
Als er Juli 1940 starb, wurde er im Familiengrab auf dem Zentralfriedhof Friedrichsfelde, neben seinem Schwager Conrad Schmidt und dessen Frau Anna, beigesetzt. Auch Käthe Kollwitz fand dort später ihre letzte Ruhestätte.

## Leistungen
Karl Kollwitz führte seine Kassenarztpraxis als Armenarzt. Im Jahr 1913 gründete er mit Ernst Simmel und Ignaz Zadek den Sozialdemokratischen Ärzteverein. Er war Mitglied des Jugendfürsorgeausschusses im Stadtteil Prenzlauer Berg und in der Deutschen Liga für Menschenrechte. Nach der Novemberrevolution 1919 engagierte er sich als Stadtverordneter der SPD in der Berliner Kommunalpolitik und als Mitglied des Internationalen Sozialistischen Kampfbundes.

## Würdigung
Das im Jahr 1983 in Berlin erbaute Gesundheitszentrum in der Prenzlauer Allee nahe dem Planetarium im Ernst-Thälmann-Park zur medizinischen Grundversorgung des Stadtteils Prenzlauer Berg sowie der angrenzenden Bezirke Pankow und Weißensee wurde „Poliklinik Dr. Karl Kollwitz“ benannt. Nach der Wende gelangte das Haus an die Sana-Gruppe, die es umfassend sanieren ließ, aber den Namen beibehielt.
Die frühere Weißenburger Straße, in der das Wohnhaus der Familie Kollwitz stand (Haus Nummer 56A), wurde im Jahr 1947 zu Ehren von Käthe Kollwitz in Kollwitzstraße, der Wörther Platz (1875–1947) in Kollwitzplatz umbenannt. An dem Wohnhaus, in dem Karl Kollwitz bis zu seinem Tod gelebt hatte, ließ das Bezirksamt Pankow am 22. April 2005 eine Erinnerungsplakette anbringen.

## Denkmal
Die zweiteilige Skulpturengruppe Trauerndes Elternpaar aus belgischem Granit auf dem deutschen Soldatenfriedhof in Vladslo, Westflandern, Belgien, zeigt die Gesichtszüge von Karl und Käthe Kollwitz. Eine Kopie aus Muschelkalk steht in Köln; bei dieser wurde die Figur des Mannes von Joseph Beuys ausgeführt.

## Werke
- Bemerkungen zum Tuberkulosekongress. In: Socialistische Monatshefte. 3 = 5(1899), Heft 6, S. 300–303. fes.de
- Aerzte und Krankencassen. In: Socialistische Monatshefte. 7 = 9(1903), Heft 8, S. 603–608. fes.de
- Ärzte und Krankenkassen. In: Sozialistische Monatshefte. 19(1913), Heft 4, S. 222–232. Digitalisat
- Gemeinschatsarbeit der Ärzte und Krankenkassen. fes.de der Ärzte und Krankenkassen. In: Sozialistische Monatshefte. 27(1921), Heft 4, S. 187–192. fes.de
- Die kritische Lage der Krankenversicherung. In: Sozialistische Monatshefte. 29(1923), Heft 12, S. 725–729. fes.de
- Widerstreitende Bestrebungen auf dem Gebiet des Gesundheitswesens. In: Sozialistische Monatshefte. 30(1924), Heft 12, S. 760–766. fes.de